# Toro Loco
Pour les articles homonymes, voir Loco.
Pour plus de détails, voir Fiche technique et Distribution.
Toro Loco est un court métrage français réalisé par Manuel Otéro, sorti en 2001.

## Synopsis
Mini-corrida absurde au cours de laquelle le taureau-spectateur se meurt d'ennui.

## Fiche technique
- Titre : Toro Loco
- Réalisation : Manuel Otéro
- Scénario : Manuel Otéro
- Production : Cinémation
- Musique : Titi Robin, Bernard Thore, Jérôme Coullet
- Animation : Vu Hoa, Céline Gobinet, Laurent Honnard, Pierre Labourdette
- Montage : Manuel Otéro
- Pays d'origine :  France
- Format : couleur - 1,33 - Dolby stéreo - 35 mm
- Genre : court métrage
- Durée : 5 minutes
- Date de sortie : 2001 (France)